# Svarttjärnen (Brunflo socken, Jämtland)
Svarttjärnen är en sjö i Östersunds kommun i Jämtland och ingår i Ljungans huvudavrinningsområde.